# Oldendorf (Luhe)
Oldendorf település Németországban, azon belül Alsó-Szászország tartományban. Lakosainak száma 1069 fő (2023. december 31.). Oldendorf Embsen, Betzendorf és Südergellersen községekkel határos.

## Népesség
A település népességének változása:
| Lakosok száma | 976  | 1015 | 1001 | 1048 | 1044 | 1069 |
|               | 2014 | 2016 | 2019 | 2021 | 2022 | 2023 |